# Leichtathletik-U23-Europameisterschaften 2005
Die 5. Leichtathletik-U23-Europameisterschaften wurden vom 14. bis 17. Juli 2005 im Steigerwaldstadion von Erfurt, der Landeshauptstadt des deutschen Freistaats Thüringen, abgehalten.
Es nahmen 811 Athleten (465 männliche, 346 weibliche) aus 41 Ländern teil. Der Deutsche Leichtathletik-Verband (DLV) entsandte 78 Athleten (37 weibliche, 41 männliche).
22 Nationen errangen mindestens eine Medaille, und bei der Punktewertung lag das deutsche Team mit 251 Punkten auf dem 2. Platz vor Frankreich mit 136 Punkten und hinter der russischen Mannschaft mit 270 Punkten.

## Ergebnisse

### Männer

#### 100 m
| Platz | Athlet             | Land | Zeit (s) |
| ----- | ------------------ | ---- | -------- |
| 1     | Oudéré Kankarafou  | FRA  | 10,26    |
| 2     | Eddy De Lépine     | FRA  | 10,30    |
| 3     | Stefan Wieser      | GER  | 10,32    |
| 4     | Koura Fantoni Kaba | ITA  | 10,34    |
| 5     | James Ellington    | GBR  | 10,35    |
| 6     | Marius Bröning     | GER  | 10,39    |
| 7     | Adam Gaj           | POL  | 10,43    |
| 8     | Andrew Matthews    | GBR  | 10,52    |

Wind: +2,4 m/s

#### 200 m
| Platz | Athlet             | Land | Zeit (s) |
| ----- | ------------------ | ---- | -------- |
| 1     | David Alerte       | FRA  | 20,47 PB |
| 2     | Sebastian Ernst    | GER  | 20,58    |
| 3     | Koura Fantoni Kaba | ITA  | 20,71    |
| 4     | Rikki Fifton       | GBR  | 20,73 PB |
| 5     | Till Helmke        | GER  | 20,78    |
| 6     | Jordan Ilinow      | BUL  | 20,78 PB |
| 7     | Florin Suciu       | ROU  | 20,88 PB |
| 8     | Ydrissa M’Barke    | FRA  | 21,13    |

Wind: +1,3 m/s

Weitere Teilnehmer aus deutschsprachigen Ländern:

Im Vorlauf ausgeschieden: Florian Rentz (GER), 21,13 s

#### 400 m
| Platz | Athlet                | Land | Zeit (s) |
| ----- | --------------------- | ---- | -------- |
| 1     | Robert Tobin          | GBR  | 46,81    |
| 2     | Kamghe Gaba           | GER  | 47,07    |
| 3     | Daniel Dąbrowski      | POL  | 47,44    |
| 4     | Dimitrios Gravalos    | GRE  | 47,64    |
| 5     | Konstantin Swetschkar | RUS  | 47,87    |
| 6     | David Testa           | ESP  | 48,06    |
|       | Piotr Zrada           | POL  | DNF      |
|       | David Gillick         | IRL  | DNS      |

#### 800 m
| Platz | Athlet            | Land | Zeit (min) |
| ----- | ----------------- | ---- | ---------- |
| 1     | Kevin Hautcoeur   | FRA  | 1:51,29    |
| 2     | Manuel Olmedo     | ESP  | 1:51,47    |
| 3     | René Bauschinger  | GER  | 1:51,49    |
| 4     | Jaroslav Růža     | CZE  | 1:51,61    |
| 5     | Thomas Chamney    | IRL  | 1:51,82    |
| 6     | Antoine Martiak   | FRA  | 1:52,05    |
| 7     | Andreas Freimann  | GER  | 1:52,21    |
| 8     | Witalij Woloschyn | UKR  | 1:53,33    |

Weitere Teilnehmer aus deutschsprachigen Ländern:

Im Vorlauf ausgeschieden: Adrian Wüest (SUI), 1:51,96 min, Simon Huckestein (GER), 1:50,42 min, Andreas Félix (SUI), 1:51,01 min

#### 1500 m
| Platz | Athlet               | Land | Zeit (min) |
| ----- | -------------------- | ---- | ---------- |
| 1     | Arturo Casado        | ESP  | 3:47,02    |
| 2     | Stefan Eberhardt     | GER  | 3:48,09    |
| 3     | Francisco España     | ESP  | 3:48,16    |
| 4     | Dennis Licht         | NED  | 3:48,45    |
| 5     | Chris Warburton      | GBR  | 3:48,50    |
| 6     | Daniel Spitzl        | AUT  | 3:48,56    |
| 7     | Mark Christie        | IRL  | 3:48,76    |
| 8     | Ireneusz Sekretarski | POL  | 3:49,50    |

Weitere Teilnehmer aus deutschsprachigen Ländern:

Im Vorlauf ausgeschieden: Torben Grothaus (GER), 3:49,77 min, Patrick Schulz (GER), 3:46,62 min

#### 5000 m
| Platz | Athlet            | Land | Zeit (min) |
| ----- | ----------------- | ---- | ---------- |
| 1     | Anatoli Rybakow   | RUS  | 14:06,69   |
| 2     | Mo Farah          | GBR  | 14:10,96   |
| 3     | Alexei Alexandrow | RUS  | 14:11,10   |
| 4     | Marius Ionescu    | ROU  | 14:15,42   |
| 5     | Martin Fagan      | IRL  | 14:16,28   |
| 6     | Scott Overall     | GBR  | 14:17,16   |
| 7     | Noel Cutillas     | ESP  | 14:19,26   |
| 8     | Rafał Snochowski  | POL  | 14:20,89   |

#### 10.000 m
| Platz | Athlet           | Land | Zeit (min)  |
| ----- | ---------------- | ---- | ----------- |
| 1     | Jewgeni Rybakow  | RUS  | 29:30,76    |
| 2     | André Pollmächer | GER  | 29:33,22    |
| 3     | Marius Ionescu   | ROU  | 29:34,52 PB |
| 4     | Martin Fagan     | IRL  | 29:39,20    |
| 5     | Stefan Koch      | GER  | 29:39,65    |
| 6     | Antony Ford      | GBR  | 29:47,45    |
| 7     | Marc Roig        | ESP  | 30:07,99    |
| 8     | Francesco Bona   | ITA  | 30:12,14    |

Weitere Teilnehmer aus deutschsprachigen Ländern:

- Florian Prüller (AUT), 31:03,11 min

#### 110 m Hürden
| Platz | Athlet           | Land | Zeit (s) |
| ----- | ---------------- | ---- | -------- |
| 1     | David Hughes     | GBR  | 13,56    |
| 2     | Willi Mathiszik  | GER  | 13,58    |
| 3     | Stanislav Sajdok | CZE  | 13,66    |
| 4     | William Sharman  | GBR  | 13,72    |
| 5     | Andreas Kundert  | SUI  | 13,77    |
| 6     | Andrej Schalonka | BLR  | 14,02    |
| 7     | Maxim Lynscha    | BLR  | 14,52    |
|       | Bano Traoré      | FRA  | DNF      |

Wind: +2,9 m/s
Weitere: Teilnehmer aus deutschsprachigen Ländern:
Im Vorlauf ausgeschieden: Kai Doskoczynski (GER), 14,01 s, Jens Werrmann (GER), 14,05 s

#### 400 m Hürden
| Platz | Athlet            | Land | Zeit (s) |
| ----- | ----------------- | ---- | -------- |
| 1     | Rhys Williams     | GBR  | 49,60 PB |
| 2     | Minas Alozidis    | GRE  | 50,04    |
| 3     | Ákos Dezső        | HUN  | 50,31    |
| 4     | Jussi Heikkilä    | FIN  | 50,39 SB |
| 5     | Yves N'Dabian     | FRA  | 50,96    |
| 6     | Nicola Cascella   | ITA  | 51,45    |
| 7     | Andrej Kaslouski  | BLR  | 51,47    |
|       | Eelco Veldhuijzen | NED  | DNF      |

Weitere: Teilnehmer aus deutschsprachigen Ländern:
Im Vorlauf ausgeschieden: Kenny Guex (SUI), 52,43 s, David Busch (GER), 51,94 s

#### 3000 m Hindernis
| Platz | Athlet             | Land | Zeit (min) |
| ----- | ------------------ | ---- | ---------- |
| 1     | Radosław Popławski | POL  | 8:32,61    |
| 2     | Halil Akkaş        | TUR  | 8:37,38    |
| 3     | Pieter Desmet      | BEL  | 8:41,07    |
| 4     | Mark Buckingham    | GBR  | 8:41,26    |
| 5     | Anatolij Harkowez  | UKR  | 8:42,91    |
| 6     | Luke Gunn          | GBR  | 8:43,79    |
| 7     | Tomasz Szymkowiak  | POL  | 8:48,25    |
| 8     | Norbert Löwa       | GER  | 8:49,77    |

Weitere Teilnehmer aus deutschsprachigen Ländern:

Platz 9: Christian Klein (GER), 8:50,53 min

Im Vorlauf ausgeschieden: Steffen Uliczka (GER), 8:58,37 min

#### 20 km Gehen
| Platz | Athlet                | Land | Zeit (h)   |
| ----- | --------------------- | ---- | ---------- |
| 1     | Igor Jerochin         | RUS  | 1:23:14    |
| 2     | Benjamín Sánchez      | ESP  | 1:23:30 PB |
| 3     | Mikalaj Seradowitschn | BLR  | 1:23:56    |
| 4     | Rafał Augustyn        | POL  | 1:25:01    |
| 5     | Andrij Jurin          | UKR  | 1:26:52    |
| 6     | Daniele Paris         | ITA  | 1:27:56    |
| 7     | Michael Krause        | GER  | 1:28:25    |
| 8     | Artem Waltschenko     | UKR  | 1:29:14    |

#### 4 × 100-m-Staffel
| Platz | Land                   | Athleten                                                               | Zeit (s)     |
| ----- | ---------------------- | ---------------------------------------------------------------------- | ------------ |
| 1     | Frankreich             | Oudéré Kankarafou Ydrissa M’Barke Eddy De Lépine David Alerte          | 38,95 CR AUR |
| 2     | Deutschland            | Florian Rentz Marius Broening Sebastian Ernst Till Helmke              | 39,12 NUR    |
| 3     | Italien                | Rosario La Mastra Alessandro Rocco Stefano Anceschi Koura Kaba Fantoni | 39,41 NUR    |
| 4     | Vereinigtes Königreich | Rikki Fifton Andrew Matthews James Ellington Leon Baptiste             | 39,45        |
| 5     | Polen                  | Kamil Masztak Adam Gaj Piotr Wiaderek Michał Bielczyk                  | 39,64        |
| 6     | Belgien                | Tom Schippers Damien Broothaerts Mathieu Schoeps Daniel Baerts         | 40,45        |
|       | Spanien                | Alain López José María García-Borreguero Álvaro Aljarilla Iván Mocholí | DSQ          |

#### 4 × 400-m-Staffel
| Platz | Land                   | Athleten                                                                   | Zeit (min)  |
| ----- | ---------------------- | -------------------------------------------------------------------------- | ----------- |
| 1     | Polen                  | Witold Bańka Piotr Zrada Daniel Dąbrowski Piotr Kędzia                     | 3:04,41     |
| 2     | Vereinigtes Königreich | Andrew Steele Richard Davenport Rhys Williams Robert Tobin                 | 3:04,83     |
| 3     | Niederlande            | Daniël de Wild Daniël Ward Sjors Kampen Robert Lathouwers                  | 3:04,99 NUR |
| 4     | Rumänien               | Bogdan Vîlcu Vasile Boboş Catalin Campeanu Florin Suciu                    | 3:05,29 SB  |
| 5     | Deutschland            | Kamghe Gaba Thomas Wilhelm Tilo Ruch Christopher Helm                      | 3:05,35     |
| 6     | Ukraine                | Oleksij Ratschkowskyj Mychajlo Knysch Witalij Woloschyn Witalij Dubonossow | 3:05,64 NUR |
| 7     | Russland               | Iwan Busolin Maxim Alexandrenko Walentin Krugljakow Konstantin Swetschkar  | 3:05,81     |
| 8     | Italien                | Roberto Donati Fiorenzo Moscatelli Gianmarco Leone Marco Moraglio          | 3:11,10     |

#### Hochsprung
| Platz | Athlet            | Land | Höhe (m) |
| ----- | ----------------- | ---- | -------- |
| 1     | Jaroslav Bába     | CZE  | 2,29     |
| 2     | Arzjom Saizau     | BLR  | 2,27 PB  |
| 3     | Jurij Krymarenko  | UKR  | 2,27     |
| 4     | Kyriakos Ioannou  | CYP  | 2,27 =SB |
| 5     | Matthias Haverney | GER  | 2,25 PB  |
| 6     | Alexei Dmitrik    | RUS  | 2,25     |
| 7     | Michał Bieniek    | POL  | 2,23     |
| 8     | Mickael Hanany    | FRA  | 2,23     |

Weitere Teilnehmer aus deutschsprachigen Ländern:

In der Qualifikation ausgeschieden: Stefan Häfner (GER), 2,18 m; Matthias Franta (GER), 2,15 m

#### Stabhochsprung
| Platz | Athlet                | Land | Höhe (m) |
| ----- | --------------------- | ---- | -------- |
| 1     | Damiel Dossévi        | FRA  | 5,75 PB  |
| 2     | Fabian Schulze        | GER  | 5,65     |
| 3     | Jérôme Clavier        | FRA  | 5,60     |
| 3     | Matti Mononen         | FIN  | 5,60 =SB |
| 5     | Vincent Favretto      | FRA  | 5,60 PB  |
| 6     | Maksym Masuryk        | UKR  | 5,60     |
| 7     | Przemysław Czerwiński | POL  | 5,50     |
| 8     | Jesper Fritz          | SWE  | 5,40 SB  |

Weitere Teilnehmer aus deutschsprachigen Ländern:

- Platz 10: Alexander Straub (GER), 5,40 m (PB)

In der Qualifikation ausgeschieden: Tobias Scherbarth (GER), 5,10 m

#### Weitsprung
| Platz | Athlet                | Land | Weite (m) |
| ----- | --------------------- | ---- | --------- |
| 1     | Dănuţ Simion          | ROU  | 8,12 PB   |
| 2     | Dmitri Sapinski       | RUS  | 8,01 PB   |
| 3     | Povilas Mykolaitis    | LTU  | 8,00      |
| 4     | Peter Rapp            | GER  | 7,95      |
| 5     | Michał Łukasiak       | POL  | 7,84      |
| 6     | Marcin Starzak        | POL  | 7,77      |
| 7     | Dimitrios Diamantaras | UKR  | 7,76      |
| 8     | Tomáš Pour            | CZE  | 7,68      |

#### Dreisprung
| Platz | Athlet             | Land | Weite (m) |
| ----- | ------------------ | ---- | --------- |
| 1     | Alexander Sergejew | RUS  | 17,11 PB  |
| 2     | Alexander Petrenko | RUS  | 17,03 PB  |
| 3     | Nelson Évora       | POR  | 16,89 PB  |
| 4     | Pere Joseph        | ESP  | 16,25     |
| 5     | Pavlos Galaktiadis | GRE  | 16,13 PB  |
| 6     | Dsmitryj Dsjazuk   | BLR  | 16,13     |
| 7     | Stéphane Grézé     | FRA  | 16,05     |
| 8     | Mateusz Parlicki   | POL  | 16,02     |

Weitere Teilnehmer aus deutschsprachigen Ländern:

In der Qualifikation ausgeschieden: Daniel Kohle (GER), 15,48 m

#### Kugelstoßen
| Platz | Athlet             | Land | Weite (m) |
| ----- | ------------------ | ---- | --------- |
| 1     | Anton Ljuboslawski | RUS  | 20,44 CR  |
| 2     | Taavi Peetre       | EST  | 19,85     |
| 3     | Mika Vasara        | FIN  | 19,84 PB  |
| 4     | Georgi Iwanow      | BUL  | 19,51 PB  |
| 5     | Magnus Lohse       | SWE  | 18,86 SB  |
| 6     | Robert Dippl       | GER  | 18,68     |
| 7     | Jakub Giża         | POL  | 18,68     |
| 8     | Borja Vivas        | ESP  | 18,13     |

Weitere Teilnehmer aus deutschsprachigen Ländern:

- Platz 10: Philipp Barth (GER), 17,38 m

#### Diskuswurf
| Platz | Athlet            | Land | Weite (m) |
| ----- | ----------------- | ---- | --------- |
| 1     | Robert Harting    | GER  | 64,50 CR  |
| 2     | Piotr Małachowski | POL  | 63,99     |
| 3     | Dsmitryj Siwakou  | BLR  | 60,62 PB  |
| 4     | Vadim Hranovschi  | MDA  | 59,71     |
| 5     | Erik Cadée        | NED  | 59,45     |
| 6     | Sascha Hördt      | GER  | 58,78     |
| 7     | Michał Hodun      | POL  | 58,30     |
| 8     | Serhij Pruhlo     | UKR  | 57,97     |

#### Hammerwurf
| Platz | Athlet             | Land | Weite (m) |
| ----- | ------------------ | ---- | --------- |
| 1     | Pawel Krywizki     | BLR  | 73,72     |
| 2     | Aljaksandr Kasulka | BLR  | 73,60     |
| 3     | Andrei Asarenkow   | RUS  | 71,18     |
| 4     | Lorenzo Povegliano | ITA  | 69,98     |
| 5     | Frédéric Pouzy     | FRA  | 68,90     |
| 6     | Jewhen Wynohradow  | UKR  | 68,65     |
| 7     | Lasse Luotonen     | FIN  | 67,40     |
| 8     | Massimo Marussi    | ITA  | 65,73     |

#### Speerwurf
| Platz | Athlet                | Land | Weite (m) |
| ----- | --------------------- | ---- | --------- |
| 1     | Igor Janik            | POL  | 77,25 SB  |
| 2     | Antti Ruuskanen       | FIN  | 76,82     |
| 3     | Magnus Arvidsson      | SWE  | 76,15     |
| 4     | Wladislaw Schkurlatow | RUS  | 76,12     |
| 5     | Tero Järvenpää        | FIN  | 75,25     |
| 6     | Teemu Wirkkala        | FIN  | 74,97     |
| 7     | Uladsimir Kaslou      | BLR  | 72,81     |
| 8     | Ciprian Moruţan       | ROU  | 71,74     |

#### Zehnkampf
| Platz | Athlet            | Land | Punkte   |
| ----- | ----------------- | ---- | -------- |
| 1     | Alexei Drosdow    | RUS  | 8196 NUR |
| 2     | Alexei Sysojew    | RUS  | 8089     |
| 3     | Norman Müller     | GER  | 7989 PB  |
| 4     | Frédéric Xhonneux | BEL  | 7745     |
| 5     | Lassi Raunio      | FIN  | 7650     |
| 6     | Mikko Halvari     | FIN  | 7567 PB  |
| 7     | Nadir El Fassi    | FRA  | 7562     |
| 8     | Mattias Cerlati   | FRA  | 7550 PB  |

Weitere Teilnehmer aus deutschsprachigen Ländern:

- Platz 09: Marian Geisler (GER), 7524 Punkte
- Platz 10: Christopher Hallmann (GER), 7459 Punkte
- Platz 16: David Fröhlich (SUI), 7183 Punkte
- Platz 19: David Gervasi (SUI), 6677 Punkte

### Frauen

#### 100 m
| Platz | Athletin               | Land | Zeit (s)     |
| ----- | ---------------------- | ---- | ------------ |
| 1     | Maria Karastamati      | GRE  | 11,03 CR EUR |
| 2     | Lina Jacques-Sébastien | FRA  | 11,46 PB     |
| 3     | Verena Sailer          | GER  | 11,53        |
| 4     | Jekaterina Butussowa   | RUS  | 11,54 =PB    |
| 5     | Anna Boyle             | IRL  | 11,57 =NUR   |
| 6     | Fabienne Weyermann     | SUI  | 11,57 PB     |
| 7     | Natacha Vouaux         | FRA  | 11,80 PB     |
|       | Jeanette Kwakye        | GBR  | DNS          |

Wind: +1,5 m/s
Weitere Teilnehmerinnen aus deutschsprachigen Ländern:

Im Vorlauf ausgeschieden: Jennifer Schneeberger (AUT), 12,20 s

#### 200 m
| Platz | Athletin               | Land | Zeit (s)  |
| ----- | ---------------------- | ---- | --------- |
| 1     | Jelena Jakowlewa       | RUS  | 22,99 PB  |
| 2     | Nikolett Listár        | HUN  | 23,19 NUR |
| 3     | Vincenza Calì          | ITA  | 23,31     |
| 4     | Olha Andrejewa         | UKR  | 23,62     |
| 5     | Anna Boyle             | IRL  | 23,78 PB  |
| 6     | Lina Jacques-Sébastien | FRA  | 23,91     |
| 7     | Aurélie Kamga          | FRA  | 24,15     |
| 8     | Eleftheria Kobidou     | GRE  | 24,00     |

Wind: +0,7 m/s

#### 400 m
| Platz | Athletin                   | Land | Zeit (s) |
| ----- | -------------------------- | ---- | -------- |
| 1     | Olga Saizewa               | RUS  | 50,72 CR |
| 2     | Christine Ohuruogu         | GBR  | 50,73 SB |
| 3     | Jelena Migunowa            | RUS  | 51,59    |
| 4     | Anastassija Owtschinnikowa | RUS  | 52,24    |
| 5     | Phara Anacharsis           | FRA  | 52,44 PB |
| 6     | Kim Wall                   | GBR  | 52,84    |
| 7     | Lilija Lobanowa            | UKR  | 52,87    |
| 8     | Juljana Juschtschanka      | BLR  | 52,93    |

#### 800 m
| Platz | Athletin            | Land | Zeit (min) |
| ----- | ------------------- | ---- | ---------- |
| 1     | Jewgenija Solotowa  | RUS  | 2:06,00    |
| 2     | Jemma Simpson       | FRA  | 2:06,16    |
| 3     | Élodie Guégan       | FRA  | 2:06,29    |
| 4     | Marilyn Okoro       | GBR  | 2:06,39    |
| 5     | Lucia Klocová       | SVK  | 2:06,40    |
| 6     | Eleni Filandra      | GRE  | 2:08,25    |
| 7     | Aina Valatkevičiūtė | LTU  | 2:10,53    |
|       | Binnaz Uslu         | TUR  | DNS        |

Weitere Teilnehmerinnen aus deutschsprachigen Ländern:

Im Vorlauf ausgeschieden: Janina Goldfuß (GER), 2:07,12 min, Maike Dix (GER), 24,02 s

#### 1500 m
| Platz | Athletin             | Land | Zeit (min) |
| ----- | -------------------- | ---- | ---------- |
| 1     | Corina Dumbrăvean    | ROU  | 4:14,78    |
| 2     | Olesja Syrewa        | RUS  | 4:16,23    |
| 3     | Antje Möldner        | GER  | 4:16,34    |
| 4     | Nelja Neporadna      | UKR  | 4:16,54    |
| 5     | Natalja Pantelejewa  | RUS  | 4:17,21    |
| 6     | Isabel Macías        | ESP  | 4:17,66    |
| 7     | Katrina Wootton      | GBR  | 4:18,67    |
| 8     | Katrin Judith Trauth | GER  | 4:19,32    |

#### 5000 m
| Platz | Athletin           | Land | Zeit (min)  |
| ----- | ------------------ | ---- | ----------- |
| 1     | Binnaz Uslu        | TUR  | 15:57,21    |
| 2     | Tatjana Petrowa    | RUS  | 16:01,79    |
| 3     | Silvia La Barbera  | ITA  | 16:07,01    |
| 4     | Wolha Minina       | BLR  | 16:15,97 SB |
| 5     | Barbara La Barbera | ITA  | 16:22,17 SB |
| 6     | Elle Vernon        | GBR  | 16:22,51    |
| 7     | Adriënne Herzog    | NED  | 16:26,84    |
| 8     | Inna Poluškina     | LAT  | 16:29,19    |

#### 10.000 m
| Platz | Athletin           | Land | Zeit (min)  |
| ----- | ------------------ | ---- | ----------- |
| 1     | Tatjana Petrowa    | RUS  | 33:55,99    |
| 2     | Wolha Minina       | BLR  | 34:03,55    |
| 3     | Eva Maria Stöwer   | GER  | 34:05,03    |
| 4     | Paula Todoran      | ROU  | 34:49,86 SB |
| 5     | Irena Petříková    | CZE  | 35:11,77    |
| 6     | Jade Wright        | GBR  | 35:12,94    |
| 7     | Marzena Kłuczyńska | POL  | 36:27,84    |

#### 100 m Hürden
| Platz | Athletin               | Land | Zeit (s)  |
| ----- | ---------------------- | ---- | --------- |
| 1     | Mirjam Liimask         | EST  | 12,93 NUR |
| 2     | Tina Klein             | GER  | 12,97 PB  |
| 3     | Anna Jewdokimowa       | RUS  | 13,12 PB  |
| 4     | Marie Elisabeth Maurer | AUT  | 13,24 NUR |
| 5     | Judith Ritz            | GER  | 13,32     |
| 6     | Carolin Nytra          | GER  | 13,34     |
| 7     | Aurore Ruet            | FRA  | 13,41 PB  |
| 8     | Rosina Hodde           | NED  | 13,54     |

Wind: +0,9 m/s
Weitere Teilnehmerinnen aus deutschsprachigen Ländern:

Im Vorlauf ausgeschieden: Sabrina Altermatt (SUI), 13,60 s

#### 400 m Hürden
| Platz | Athletin              | Land | Zeit (s) |
| ----- | --------------------- | ---- | -------- |
| 1     | Jelena Ildeikina      | RUS  | 56,43    |
| 2     | Anastassija Trifonowa | RUS  | 56,51    |
| 3     | Sian Scott            | GBR  | 57,02 PB |
| 4     | Julija Muljukowa      | RUS  | 57,55    |
| 5     | Sara Orešnik          | SLO  | 58,35    |
| 6     | Elisa Scardanzan      | ITA  | 58,66    |
| 7     | Özge Gürler           | CRO  | 58,69    |
|       | Dora Jémaa            | FRA  | DSQ      |

#### 3000 m Hindernis
| Platz | Athletin              | Land | Zeit (min)   |
| ----- | --------------------- | ---- | ------------ |
| 1     | Katarzyna Kowalska    | POL  | 09:54,17 PB  |
| 2     | Türkan Erişmiş        | TUR  | 09:55,45 NUR |
| 3     | Swetlana Iwanowa      | RUS  | 09:56,44     |
| 4     | Dobrinka Schalamanowa | BLG  | 10:00,47     |
| 5     | Verena Dreier         | GER  | 10:05,34     |
| 6     | Daneja Grandovec      | SLO  | 10:08,82     |
| 7     | Teresa Urbina         | ESP  | 10:14,20     |
| 8     | Lizzy Hall            | GBR  | 10:16,94     |

#### 20 km Gehen
| Platz | Athlet                 | Land | Zeit (h)    |
| ----- | ---------------------- | ---- | ----------- |
| 1     | Irina Petrowa          | RUS  | 1:33:24     |
| 2     | Olga Kaniskina         | RUS  | 1:33:33     |
| 3     | Barbora Dibelková      | CZE  | 1:34:44     |
| 4     | Ana Cabecinha          | POR  | 1:36:13     |
| 5     | Zuzana Malíková        | SVK  | 1:38:32     |
| 6     | Nastassja Jazewitsch   | BLR  | 1:40:43     |
| 7     | Neringa Aidietytė      | LTU  | 1:42:32 NUR |
| 8     | Snjaschana Jurtschanka | BLR  | 1:43:10     |

Weitere Teilnehmerinnen aus deutschsprachigen Ländern:

Platz 9: Maja Landmann (GER), 1:44,54 h;
Platz 11: Laura Polli (SUI), 1:48:45 h

#### 4 × 100-m-Staffel
| Platz | Land                   | Athletinnen                                                                | Zeit (s) |
| ----- | ---------------------- | -------------------------------------------------------------------------- | -------- |
| 1     | Frankreich             | Natacha Vouaux Lina Jacques-Sébastien Aurélie Kamga Ayodelé Ikuesan        | 44,22    |
| 2     | Deutschland            | Karoline Köhler Verena Sailer Johanna Kedzierski Anne Möllinger            | 44,89    |
| 3     | Italien                | Claudia Baggio Doris Tomasini Alessia Berti Vincenza Calì                  | 45,03    |
| 4     | Schweiz                | Fabienne Weyermann Michelle Cueni Nicole Koller Mirjam Hess                | 45,45    |
| 5     | Griechenland           | Athanasia Efstratiadou Eleftheria Kobidou Evaggelia Kavoura Olga Tsobanidi | 46,65    |
|       | Russland               | Jewgenija Poljakowa Anna Jewdokimowa Jelena Jakowlewa Jekaterina Butussowa | DNF      |
|       | Vereinigtes Königreich | Katherine Jones Kim Wall Lisa Miller Anyika Onuora                         | DSQ      |

#### 4 × 400-m-Staffel
| Platz | Land                   | Athletinnen                                                                     | Zeit (min)     |
| ----- | ---------------------- | ------------------------------------------------------------------------------- | -------------- |
| 1     | Russland               | Anastassija Owtschinnikowa Anastassija Kotschetowa Jelena Migunowa Olga Saizewa | 3:27,27 CR AUR |
| 2     | Vereinigtes Königreich | Kim Wall Sian Scott Lisa Miller Christine Ohuruogu                              | 3:31,64        |
| 3     | Frankreich             | Dora Jémaa Thélia Sigère Johanna Monthe Phara Anacharsis                        | 3:31,91 NUR    |
| 4     | Polen                  | Izabela Kostruba Jolanta Wójcik Anna Nentwig Bozena Lukasik                     | 3:34,26        |
| 5     | Deutschland            | Katharina Gröb Anja Pollmächer Sandra Schmadtke Julia-Kristin Kunz              | 3:37,18        |
|       | Belarus                | Kazjaryna Bobryk Natallja Tschabatar Wolha Warabej Juljana Schalnjaruk          | DSQ            |

#### Hochsprung
| Platz | Athletin             | Land | Höhe (m) |
| ----- | -------------------- | ---- | -------- |
| 1     | Tatjana Kiwimjagi    | RUS  | 1,94     |
| 2     | Emma Green           | SWE  | 1,92     |
| 3     | Ariane Friedrich     | GER  | 1,90 =SB |
| 4     | Anna Ksok            | POL  | 1,87     |
| 5     | Persefoni Hatzinakou | GRE  | 1,87 PB  |
| 6     | Jonna Anias          | FIN  | 1,84 PB  |
| 7     | Raffaella Lamera     | ITA  | 1,84     |
| 8     | Anett Jambor         | GER  | 1,84 PB  |

#### Stabhochsprung
| Platz | Athletin           | Land | Höhe (m) |
| ----- | ------------------ | ---- | -------- |
| 1     | Natalija Kuschtsch | UKR  | 4,30     |
| 2     | Floé Kühnert       | GER  | 4,30 =SB |
| 3     | Julia Hütter       | GER  | 4,25     |
| 4     | Simone Langhirt    | GER  | 4,20 PB  |
| 5     | Zoë Brown          | GBR  | 4,20 NUR |
| 6     | Amélie Delzenne    | FRA  | 4,20     |
| 7     | Paulina Dębska     | POL  | 4,10     |
| 8     | Dimitra Emmanouíl  | GRE  | 4,10 =SB |

Weitere Teilnehmerinnen aus deutschsprachigen Ländern:

- Platz 12: Nicole Büchler (SUI), 3,80 m

#### Weitsprung
| Platz | Athletin          | Land | Weite (m) |
| ----- | ----------------- | ---- | --------- |
| 1     | Carolina Klüft    | SWE  | 6,79 SB   |
| 2     | Julija Sinowjewa  | RUS  | 6,58      |
| 3     | Adina Anton       | ROU  | 6,55 SB   |
| 4     | Elise Vesanes     | FRA  | 6,44 SB   |
| 5     | Olga Balajewa     | RUS  | 6,41      |
| 6     | Narayane Dossevi  | FRA  | 6,38      |
| 7     | Dominika Miszczak | POL  | 6,24      |
| 8     | Liubov Malla      | MDA  | 6,01      |

#### Dreisprung
| Platz | Athletin             | Land | Weite (m) |
| ----- | -------------------- | ---- | --------- |
| 1     | Simona La Mantia     | ITA  | 14,43     |
| 2     | Swetlana Bolschakowa | RUS  | 14,11 PB  |
| 3     | Athanasia Perra      | GRE  | 13,94     |
| 4     | Olha Saladucha       | UKR  | 13,93     |
| 5     | Anastassija Potapowa | RUS  | 13,77     |
| 6     | Aleksandra Fila      | POL  | 13,73 PB  |
| 7     | Veera Baranova       | EST  | 13,69 NUR |
| 8     | Teresa Nzola Meso    | FRA  | 13,47     |

Weitere Teilnehmerinnen aus deutschsprachigen Ländern:

- Platz 12: Katja Demut (GER), 12,96 m

#### Kugelstoßen
| Platz | Athletin                 | Land | Weite (m) |
| ----- | ------------------------ | ---- | --------- |
| 1     | Petra Lammert            | GER  | 18,97     |
| 2     | Christina Schwanitz      | GER  | 18,64     |
| 3     | Chiara Rosa              | ITA  | 18,22 NUR |
| 4     | Julija Leanzjuk          | BLR  | 17,91 PB  |
| 5     | Kristin Marten           | GER  | 17,61     |
| 6     | Anna Awdejewa            | RUS  | 16,52     |
| 7     | Tazzjana Iljuschtschanka | BLR  | 16,49     |
| 8     | Sivan Jean               | ISR  | 15,86     |

#### Diskuswurf
| Platz | Athletin                | Land | Weite (m) |
| ----- | ----------------------- | ---- | --------- |
| 1     | Sabine Rumpf            | GER  | 60,75 CR  |
| 2     | Darja Pischtschalnikowa | RUS  | 59,45     |
| 3     | Kateryna Karsak         | UKR  | 56,81     |
| 4     | Ulrike Giesa            | GER  | 56,18     |
| 5     | Claire Smithson         | GBR  | 54,63     |
| 6     | Zinaida Sendriūtė       | LTU  | 52,78     |
| 7     | Izabela Koralewska      | POL  | 52,19     |
| 8     | Hanna Maschunowa        | BLR  | 51,96     |

Weitere Teilnehmerinnen aus deutschsprachigen Ländern:

- Platz 10: Nadine Müller (GER), 49,25 m
- Platz 12: Veronika Watzek (AUT), 47,18 m

#### Hammerwurf
| Platz | Athletin               | Land | Weite (m) |
| ----- | ---------------------- | ---- | --------- |
| 1     | Jekaterina Choroschich | RUS  | 71,51 CR  |
| 2     | Betty Heidler          | GER  | 69,64     |
| 3     | Natalija Solotuhina    | UKR  | 66,75 NUR |
| 4     | Kathrin Klaas          | GER  | 66,50     |
| 5     | Nadseja Pauljukouskaja | BLR  | 66,38 PB  |
| 6     | Maryja Smaljatschkowa  | BLR  | 66,16     |
| 7     | Olivia Waldet          | FRA  | 64,31     |
| 8     | Stéphanie Falzon       | FRA  | 62,76     |

#### Speerwurf
| Platz | Athletin           | Land | Weite (m) |
| ----- | ------------------ | ---- | --------- |
| 1     | Annika Suthe       | GER  | 57,72     |
| 2     | Katharina Molitor  | GER  | 57,01     |
| 3     | Linda Brīvule      | LAT  | 56,12 SB  |
| 4     | Ásdís Hjálmsdóttir | ISL  | 53,78     |
| 5     | Wolha Hamsa        | BLR  | 53,35     |
| 6     | Ilze Gribule       | LAT  | 52,82     |
| 7     | Elodie Masset      | FRA  | 51,59     |
| 8     | Pauliina Laamanen  | FIN  | 51,28     |

Weitere Teilnehmerinnen aus deutschsprachigen Ländern:

- Platz 9: Stephanie Hessler (GER), 48,83 m

#### Siebenkampf
| Platz | Athletin               | Land | Punkte      |
| ----- | ---------------------- | ---- | ----------- |
| 1     | Laurien Hoos           | NED  | 6291 CR NUR |
| 2     | Lilli Schwarzkopf      | GER  | 6196 PB     |
| 3     | Olga Lewenkowa         | RUS  | 5950        |
| 4     | Viktorija Žemaitytė    | LTU  | 5913 PB     |
| 5     | Antoinette Nana Djimou | FRA  | 5792        |
| 6     | Jolanda Keizer         | NED  | 5760 PB     |
| 7     | Maren Schwerdtner      | GER  | 5641        |
| 8     | Jessica Samuelsson     | SWE  | 5633 PB     |

## Medaillenspiegel
| Medaillenspiegel(Endstand nach 44 Entscheidungen) | Medaillenspiegel(Endstand nach 44 Entscheidungen) | Medaillenspiegel(Endstand nach 44 Entscheidungen) | Medaillenspiegel(Endstand nach 44 Entscheidungen) | Medaillenspiegel(Endstand nach 44 Entscheidungen) | Medaillenspiegel(Endstand nach 44 Entscheidungen) |
| Platz                                             | Land                                              | Gold                                              | Silber                                            | Bronze                                            | Gesamt                                            |
| ------------------------------------------------- | ------------------------------------------------- | ------------------------------------------------- | ------------------------------------------------- | ------------------------------------------------- | ------------------------------------------------- |
| 1                                                 | Russland                                          | 15                                                | 10                                                | 6                                                 | 31                                                |
| 2                                                 | Frankreich                                        | 6                                                 | 2                                                 | 3                                                 | 11                                                |
| 3                                                 | Deutschland                                       | 4                                                 | 14                                                | 8                                                 | 26                                                |
| 4                                                 | Polen                                             | 4                                                 | 1                                                 | 1                                                 | 6                                                 |
| 5                                                 | Vereinigtes Königreich                            | 3                                                 | 5                                                 | 1                                                 | 9                                                 |
| 6                                                 | Rumänien                                          | 2                                                 | 0                                                 | 2                                                 | 4                                                 |
| 7                                                 | Belarus                                           | 1                                                 | 3                                                 | 2                                                 | 6                                                 |
| 8                                                 | Spanien                                           | 1                                                 | 2                                                 | 1                                                 | 4                                                 |
| 9                                                 | Türkei                                            | 1                                                 | 2                                                 | 0                                                 | 3                                                 |
| 10                                                | Griechenland                                      | 1                                                 | 1                                                 | 1                                                 | 3                                                 |
| 10                                                | Schweden                                          | 1                                                 | 1                                                 | 1                                                 | 3                                                 |
| 12                                                | Estland                                           | 1                                                 | 1                                                 | 0                                                 | 2                                                 |
| 13                                                | Italien                                           | 1                                                 | 0                                                 | 6                                                 | 7                                                 |
| 14                                                | Ukraine                                           | 1                                                 | 0                                                 | 3                                                 | 3                                                 |
| 15                                                | Tschechien                                        | 1                                                 | 0                                                 | 2                                                 | 3                                                 |
| 16                                                | Niederlande                                       | 1                                                 | 0                                                 | 1                                                 | 2                                                 |
| 17                                                | Finnland                                          | 0                                                 | 1                                                 | 2                                                 | 3                                                 |
| 18                                                | Ungarn                                            | 0                                                 | 1                                                 | 1                                                 | 2                                                 |
| 19                                                | Belgien                                           | 0                                                 | 0                                                 | 1                                                 | 1                                                 |
| 19                                                | Lettland                                          | 0                                                 | 0                                                 | 1                                                 | 1                                                 |
| 19                                                | Litauen                                           | 0                                                 | 0                                                 | 1                                                 | 1                                                 |
| 19                                                | Portugal                                          | 0                                                 | 0                                                 | 1                                                 | 1                                                 |
| Gesamt                                            | Gesamt                                            | 44                                                | 44                                                | 45                                                | 133                                               |